# Andrés Duarte
Andrés Duarte Villamayor (né le 4 février 1972 à Asuncion au Paraguay) est un joueur de football international paraguayen, qui évoluait au poste de défenseur.

## Biographie

### Carrière en sélection
Avec l'équipe du Paraguay, il joue 7 matchs (pour aucun but inscrit) en 1993. 
Il figure dans le groupe des sélectionnés lors de la Copa América de 1993. Il participe également aux Jeux olympiques de 1992 organisés en Espagne.
Il joue enfin 4 matchs comptant pour les tours préliminaires de la coupe du monde 1994.

## Palmarès
Cerro Porteño
- Championnat du Paraguay (2) :
  - Champion : 1990 et 1992.